# 아이리스 2
《아이리스 2》(IRIS 2)는 2013년 2월 13일부터 2013년 4월 18일까지 KBS 2TV에서 방송된 수목 미니시리즈이다.

## 등장 인물
※ (†) 표시는 드라마 상으로 최종 사망한 인물이다. 

※ (‡) 표시는 드라마 상으로 중도 하차한 인물이다.

### 국가안전국 (National Security Service, NSS)
- 정유건† : 장혁 (아역 : 박건태)

前 NSS NSS TF-A(Task Force A)팀 팀장. 경찰 형사 출신의 NSS TF-A (Task Force A)팀 팀장으로 NSS의 박준한 실장에 의해 스카웃되어 (1회) 백산과 아이리스를 둘러싼 사건을 맡아 사투를 벌이던 중 자신의 인생을 바꿀 운명적 사건에 휘말리는 인물. (1회 ~ 5회) 백산을 다른 안가로 호송하는 임무를 수행하던 도중 아이리스의 저격수가 쏜 총에 맞은 이후 모든 기억을 잃고 아이리스의 암살자로 변신한다. (5회) 그 이후 정유건이란 이름 대신 켄이란 일본인으로 살아간다. (6회 ~ 10회) 하지만 이후 기억을 되찾고 자신이 사랑한 연인인 수연의 사이를 갈라 둔 아이리스에 복수를 계획하고 아이리스를 빠져나온다. (11회) 그 이후 최민 부국장의 지원을 바탕으로 독자적으로 아이리스와 유중원을 추적한다. 그 과정에서 백산 국장의 본명이 유상준이며 자신의 아버지라는 사실을 어머니에게 전해 듣게 되지만 눈 앞에서 유중원에 의해 어머니가 살해 당하는 현장을 목격하고 자신의 인생을 망가트린 아이리스에 대한 복수와 자신의 어머니를 살해한 유중원에 대한 복수를 계획하고 끝까지 유중원을 추적한다. 그리고 그 과정에서 아이리스와 손잡은 유중원의 계획을 알아차리고 그 계획을 막기 위해 고군분투한다. (12회 ~ 20회) 자신이 보는 앞에서 미스터 블랙과 자신의 아버지인 백산이 동반 자폭한 것을 보고 오열 한다. 유중원의 계획을 알아차리고 강철환과 청와대의 사면으로 NSS TF-A팀 팀장으로 복귀 되어 (19회) NSS 요원들과 같이 핵무기를 이용하여 대한민국을 불바다로 만들려는 유중원의 계획을 저지하고 막았으며 윤시혁에 의해 유중원의 심장에 부착된 기폭장치의 카운트가 시작되자 윤시혁을 사살하고 NSS 소속 헬기에 핵무기 시한폭탄을 싣고 바다로 향하는 도중 무전기로 지수연에게 마지막 말을 전한 뒤 시한폭탄의 타이머가 다되어 폭발하여 눈을 감고 폭사한다. (20회)
- 지수연: 이다해 (아역 : 김소현)

前 NSS TF-A팀 요원. 現 NSS TF-A 팀장. 권총 사격 올림픽 금메달 리스트 출신 NSS TF-A팀 요원으로 임무에서 남다른 실력을 발휘하는 홍일점 현장 요원. 정유건의 오랜 연인으로 백산 호송 작전 중 정유건이 적의 저격수가 쏜 총에 맞은 후 실종되자, 그를 찾기 위해 백방으로 동분서주한다. 지수연은 정유건 실종 이후 NSS TF-A팀 팀장으로 임명되고, 정유건을 찾기 위한 모든 작전을 기획하고 실행한다. 정유건 실종 이후 유건이 살아있을 것이라는 믿음 하나로 버티지만 믿었던 유건이 켄이라는 이름으로 나타나 자신에게 총을 쏘게 되고 자신이 힘들 때 자신의 곁을 지켜준 현우와 유건 사이에서 방황한다. 그리고 기억이 돌아온 유건과 재회한 수연은 두 남자 사이에서 여전히 갈등 하는데... 인질극이 벌어진 현장의 상황실로 잠입을 하는 중 박태희와 격투를 벌여 박태희가 휘두른 단검에 몇 차례를 찔려 상처를 입지만, 박태희의 손에 쥔 단검으로 박태희를 찌르고 단검에 찔려서 쓰러진 박태희가 다시 일어나서 칼로 지수연을 죽이려고 하자 총으로 박태희를 사살하였다. 이후 시한폭탄을 NSS 소속 헬기에 싣고 떠난 정유건의 마지막 말을 들으며 오열 하였다.
- 최민‡ : 오연수

NSS 신임 부국장. 미국 펜타곤 출신의 엘리트 요원이자 이지적이고 냉철한 NSS 신임 부국장. NSS를 다시 강력한 비밀 첩보 기관으로 바꾸기 위하여 대통령과 담판까지 지어 가며 NSS 개혁을 이끄는 인물. 부모님을 아이리스에 의해 잃고 자신의 부모님을 죽인 아이리스에게 복수하기 위해 펜타곤을 거쳐 NSS부국장으로 등장한다. 정유건의 실종 이후로도 정유건을 한결같이 믿었으며 이후 정유건이 살인 누명을 썼을 때에도 정유건을 믿고 그를 뒤에서 도와주며 증원 했다. 백산으로부터 핵무기를 넘겨 받고 정유건으로부터 유중원과 아이리스가 꾸미는 음모를 알아차린 후 그 음모를 막기 위해 고군분투한다. 한반도 비핵화를 주장하며 핵무기를 빼돌려 미군에게 전달하려다 강철환과 대립하게 되고 직위 해제 당한 뒤 미국으로 강제 이민을 떠난다.
- 서현우: 윤두준

NSS 대테러팀 요원. 사격, 무술, 암호 해독, 외국어 등에 뛰어난 인재로, 투철한 사명감과 능력을 갖춘 NSS 엘리트 요원. 의리 있고 따뜻한 성품의 인물. 수연을 한결같이 사랑했지만 연인이자 선배인 유건 때문에 마음을 접어야만 했다. 하지만 아이리스와의 총격전 도중 유건이 실종되고 수연이 가슴 아파하자 그의 곁을 한결같이 지켜주었다. 하지만 실종된 유건이 다시 돌아오자 유건과 대립하고, 시혁이 파트너였던 영민을 살해하고 혐의를 자신에게 넘기자 결백을 증명하려고 애를 쓰지만 자신을 수사하게 된 수연에 의해 또 한번 마음을 크게 다치게 된다. 아이리스와 연루된 유중원 사건을 지수연과 같이 쫓으면서 유중원의 계획을 막는데 성공하지만, 정유건의 폭사로 인해 지수연이 눈물을 흘리고 많이 아파하자 결국은 뒤에서 수연을 남모르게 지켜주게 된다.
- 강철환: 김일우[1]

NSS 국장. NIS (National Intelligence Service:국가정보원)와 NTS (National anti-Terror Service:국가대테러정보원)를 거친 NSS 국장. 자신보다 뛰어나고 정보력이 빠른 최민 부국장에게 열등감을 가지고 항상 그를 견제하는 인물이다. 유정철이 미스터 블랙임을 확인하고 정유건을 TF-A팀 팀장으로 복귀시켜 적극 지원하며, 유중원의 계획을 저지하기 위해 유중원과 협상을 벌이는 등 아이리스 추포 작전에 적극적으로 나섰다.
- 박준한† : 성동일

NSS 대테러실 실장. 정유건을 NSS의 팀장으로로 스카웃시킨 장본인이면서 2회에서 아이리스 요원인 레이에게 살해 당한 것을 계기로 백산에게 비밀이 있다는 사실을 일깨워준 인물.
- 오현규: 윤주상

NSS 과학수사 실장. 전작인 아이리스에서도 NSS 과학 수사 실장으로 등장하였다. 뛰어난 골격 비교 같은 과학 수사 기법은 여전히 녹쓸지 않았으며 최민 부국장이 어딘가에서 입수한 핵폭탄 조사를 부탁 받아 그 핵폭탄을 조사하기도 하고 최민 부국장의 부탁으로 잠이 든 백산 몰래 추적 물질을 넣기도 하며 20화에서는 백산과 유정철의 사망을 언급하기도 한다. 이번 시즌에도 등장하고 백산의 사망이 그의 입으로 등장했다는 것은 꽤 시사하는 바가 큰 듯한 걸로 보인다.
- 유해영: 차현정

NSS 상황실 팀장. 똑 부러지고 냉철한 성격으로, NSS 상황실의 리더 다운 이성적인 판단과 날카로운 상황 분석 능력을 가진 인물.
- 강병진: 백성현

NSS 해커 요원. NSS 내의 발 빠른 소식통이자 팀의 분위기를 띄우는 인물. 최민 부국장의 계획으로 정유건을 적극적으로 돕는 역할을 맡았으나 강철환 국장에게 발각되어 구금 조치 및 보직 해임되었지만 유중원의 인질극 사건으로 인하여 다시 복귀하여 유중원 추포 작전에 적극 협조하게 된다.
- 김지헌: 이승학

NSS 암호 해독 요원.
- 표진한: 전재형

컴퓨터와 상황실 기계류를 능수능란하게 다루며 위기 순간에 능력을 발휘하는 NSS 요원.
- 송영민† : 형곤

NSS 경호팀 요원. 15회에서 아이리스의 내부 첩자로 밝혀진 시혁에게 살해 당한다.
- 상진: 이재훈

NSS 상황실 요원.
- 황실장: 백신

NSS 상황실 실장. 시즌 1과 마찬가지로 큰 존재감은 없으며 강철환에게 아첨한다.

### 아이리스 (IRIS)
- 미스터 블랙† : 김갑수

아이리스의 동아시아 책임자. 유정훈의 친형인 유정철. 유정철은 과거 핵 개발을 하던 과학자 중의 한 명으로 백산이 유일하게 제거하지 못한 인물. 미국명 앤서니 최. 방위 산업체인 제논의 대표다. 하승진 대통령의 핵 개발을 도와 달라는 부탁으로 한국에 오지만 유중원과 동맹을 맺고 2차 한국전쟁을 획책한다. 백산의 계획으로 인해 백산과 동반 폭사한다.
- 백산† : 김영철 (젊은 시절 : 정석원)

前 NSS 국장. 前 중앙정보부 제9국 요원. NSS 대테러 1팀 요원 김현준 (이병헌)이 체포한 前 NSS 국장이자 아이리스 대한민국 책임자. 아이리스의 실체를 밝히기 위한 핵심적인 인물. 본명은 유상준으로 정유건의 생부이며, 과거 중앙정보부 제 9 정보국 요원으로 복무하다가 습격에서 구출된 이후 백산이라는 가명을 얻게 되었다. 이후 자신과 자신의 친아들로 밝혀진 유건을 지키기 위해 아이리스와의 정면 대결에 나서게 된다. 과거 4공화국 당시 핵무기를 개발하던 과학자들 5명 중 김현준 (이병헌)의 아버지인 김휘소를 비롯한 4명을 살해한 전력이 있다. 유건이 자신의 친아들이란 사실을 알아차리고 그를 구하고 자신이 저지른 지금까지의 죄값을 치르기 위해 아이리스의 책임자 미스터 블랙 (유정철)과 같이 폭탄으로 동반 폭사한다.
- 김연화: 임수향

김선화의 동생으로 아이리스 소속 킬러. 아이리스에서 받은 임무를 수행하기 위해 NSS와의 사투에 뛰어든다. 레이와 같이 3년 전 제주도에서 김현준 저격 작전에 가담하였다. 헝가리에서 권영춘의 형인 권영찬과 통일준비위원회 회의 도중 사라진 권영춘을 살해한다. 유중원과 합류하지만 권영춘을 살해했다는 이유 만으로 유중원에게 버림받고 정유건에게 합류한다. 정유건으로부터 유중원의 계획을 알아차리고 이를 막으려 한다. 유중원의 계획을 설득으로 막고 난 후, 유중원이 윤시혁에 의해 사살되자 눈물을 흘린다. 자신을 사랑했던 유중원으로부터 마지막으로 반지와 자신의 언니인 김선화를 찾으라는 쪽지를 받는다. 이후 유중원으로부터 만날 사람이 있다는 말을 들은 후, 약속 장소에서 자신의 친언니인 김선화와 극적인 재회를 한다. 하지만 현장에서 자신을 살해하려는 계획을 가진 아이리스 요원들과 충돌, 총격전을 벌이게 되며, 아이리스 요원들을 모두 제거한 뒤 친언니인 김선화와 함께 같이 떠난다.
- 윤시혁† : 이준

폼생폼사. 다혈질이고 직선적인 성격의 NSS 경호팀 요원. 15회에서 미스터 블랙의 지시를 받는 아이리스의 내부 첩자였고, NSS에서 보여준 모습은 연기였던 것으로 밝혀졌다. 도주 도중 현우에게 총을 맞은 것에 불만을 품고 현우에게 복수할 기회만을 노리고 있다. 19회에서 정유건과의 격투 끝에 정유건에게 안면을 강타당해 죽은 줄 알았지만 다시 살아나서 서울 도심 한복판에서 핵을 터뜨려 북조선과 대한민국의 2차 한국 전쟁을 획책하려는 유중원이 김연화에게 설득 당해 폭탄을 터뜨리려고 하지 않자, 유중원을 살해하지만 정유건의 총에 맞고 지수연에게 총을 맞아 살해 당한다.
- 레이† : 데이비드 맥기니스[3]

아이리스 극동 아시아 책임자인 미스터 블랙의 지시를 받는 아이리스 작전 팀장. 거대한 음모의 중심에서 끊임없는 위협을 가하며 잔혹함을 드러낸다. 3년 전 제주도에서 김현준을 저격한 진범이기도 하다. NSS에 체포된 이후 미스터 블랙을 만나게 해 주겠다는 조건을 걸고 NSS에서 석방되려고 하지만 최민의 명령을 받은 정유건과의 격투 끝에 정유건의 총에 여러 번 맞아 살해된다.
- 이수진† : 윤주희

미모의 NSS 국장 비서. 아이리스 첩자로 NSS 내부 정보를 유출하여 NSS측에 큰 피해를 입힌다. 14회에서 성당에서 포로 교환 도중에 정보를 털어 놓을 것을 우려한 레이에게 총을 맞고 사살된다.
- 제이미† : 지민

아이리스 요원. 일본에 있을 때 정유건을 추격하다가 눈밭에서 굴러 떨어져 레이에 의해 살해 당한다.
- 유진† : 고윤[5]

아이리스 요원. 교환 작전 때 NSS랑 총격전을 벌일 때 NSS 요원들에게 피살 당한다.
- 위상철† : 권병길 (젊은 시절 : 임재명)

백산을 아이리스로 끌어들이는 중앙정보부 요원. 백산과 수민을 살리기 위해 둘 사이를 갈라두고 따로 지내게 했다. 12회에서 모든 것을 알아챈 얼굴이 검게 가려진 윤시혁에게 살해된다.
- 사토 에리코† : 유민

前 일본 내각정보조사실 국제부 소속 요원. 후에 기억이 되돌아온 정유건을 처리하지 못해 붙잡혀 정유건이 보는 앞에서 레이가 쏜 총탄에 사살된다.

### 조선민주주의인민공화국
- 유중원† : 이범수

前 조선민주주의인민공화국 대외정보조사부 (35호실) 요원. 전 세계를 무대로 활동하는 독자적인 첩보 활동을 펼치다 NSS와 아이리스가 얽힌 사건에 뛰어들게 된 이후 점점 북측 세력의 중심에 서게 되는 인물. 제2연평해전 때 사망한 동생의 복수를 위해 아이리스의 일원이었던 권영춘에게 충성을 다하며 대좌로 승진, 깃대령 미사일 기지(851부대) 지휘권을 확보하여 NSS를 비롯한 대한민국을 끓임 없이 위기로 몰아 넣었으나 모든 계획이 수포로 돌아가고 어머니 마저 처형되자 아이리스와 손잡고 서울 한복판에 핵을 터트려 북조선과 대한민국 간의 전쟁을 일으켜 적화 통일 하고자 한다. 서울 도심 한복판에서 인질을 잡고 NSS와 대치, 전쟁을 일으키려는 일촉즉발의 상황까지 이끌어내지만 김연화에게 설득 당해 눈물을 흘린다. 핵전쟁을 포기하려고 하지만 갑자기 난입한 윤시혁이 쏜 총을 맞고 쓰러지고, 사랑하고 있던 김연화에게 김연화의 언니인 김선화를 찾아가라는 쪽지를 건네주고 반지를 끼워주고, 만날 사람이 있다는 마지막 말을 전하고 사망한다.
- 박태희† : 윤소이

서울 명문대 학생회장 출신의 명석한 엘리트였지만 중원을 만나 사회주의 체제에 대한 세뇌를 받으며 북으로 밀입국, 특수 훈련과 대 테러 훈련까지 받은 후 한국으로 넘어와 간첩 활동을 펼치는 인물. 유중원에게 맹목적인 충성을 다하고 김연화에게 반감을 가졌다. 20회에서 인질극을 벌이던 건물 상황실에 잠입하려 던 지수연과 격투를 벌인다. 단검으로 지수연을 찔러 살해하려고 하지만 지수연의 반동에 의해 자신의 손에 쥔 단검에 찔려 쓰러졌다가 다시 일어나서 지수연을 칼로 찌르려고 하다 지수연이 쏜 총을 맞고 살해 당한다.
- 박철영† : 김승우

조선민주주의인민공화국 보위부의 대좌이자 국방위원회 위원으로 조국과 신념을 위해서 라면 목숨까지 내놓을 수 있는 강단있는 인물. 8회에서 기억을 상실한 정유건이 총을 쏘기를 망설일 때 레이의 총탄에 맞고도 극적으로 살아나지만 마지막에 유중원에게 총으로 살해 당한다.
- 박춘성† : 박정원

조선민주주의인민공화국 보위부 공작원. 박철영의 부하. 박철영이 죽은 후 유중원에게 충성 맹세를 한다. 15회에서 정유건에게 목이 꺾여 살해됨.
- 리혁수† : 세준 (15회 ~ 20회)

유중원의 절친한 동생이자 조력자이다. 20회에서 위장 핵폭탄을 운반하다 후방에 들이닥친 정유건이 쏜 총탄에 맞아 살해됨.
- 김선화: 김소연

前 조선민주주의인민공화국 보위부 작전 공작원. 김연화의 친언니. 북한 호위부의 대좌이자 국방위원회 위원이였던 상관 박철영이 유중원의 손에 죽을 때 유일하게 그 죽음을 봤던 목격자였다. 유중원에게 만날 사람이 있다는 말을 들은 후, 약속 장소에 나온 친동생 김연화와 극적인 재회를 한다. 현장에 나타난 아이리스 요원들과 충돌, 총격전을 벌이게 되어 아이리스 요원들을 제거한 뒤 친동생 김연화와 함께 같이 떠나게 된다.
- 김정은: 조성현

조선민주주의인민공화국 보위부장. 박철영과 유중원의 상관이다. 2차 한국 전쟁을 획책하려는 유중원의 전화에 작전 중지 지시를 내리지만, 강경한 유중원의 말에 결국 작전을 허락한다.
- 권영찬† : 김수웅

헝가리 남북 회담 북측 대표. 권영춘의 형. 3회에서 호텔 웨이트리스로 위장한 김연화에게 살해됨.
- 권영춘† : 안승훈

통일준비위원회 북측 대표. 미스터 블랙을 만나는 북측 인물. 15회에서 숨어서 지내던 중 김연화에게 살해됨.

### 대한민국청와대
- 조명호: 이정길

前 대한민국 대통령. 한반도 통일준비위원회의 대표를 맡으며 대한민국의 평화를 위해 애쓰는 인물.
- 하승진: 조성하

검사 출신의 現 대한민국 대통령. 4공화국 때 완성된 핵을 무기를 삼아 대한민국을 핵 보유국으로 만들어 강국으로 이끌고자 최선을 다한다.
- 구본길: 김종구

대통령 비서실장.

### 그 외 인물
- 하재용† : 주진모

유건을 아들처럼 돌봐주던 경위. 4회에서 레이에게 살해됨.
- 정지영† : 이보희 (젊은시절 : 나야)

정유건의 어머니. 본명 정수민. 13회에서 백산과 정유건과 눈물의 가족상봉을 하는 도중 유중원에게 살해됨.
- 박상욱

중국인 거래상과 총기 거래하던 무기 밀매범. (1회, 17회)
- 박승태

유중원·유승원 형제의 어머니.
- 김기열

레스토랑 매니저. 오현규의 조카.
- 장철† : 강신효

백산의 경호원. 19회에서 백산을 구하려다 박태희가 던진 단검에 찔려 살해됨.
- 요한† : 김정욱 (13회 ~ 14회)

지수연의 친오빠. 파주의 한 성당 사제. 레이가 쏜 총탄에 살해됨.
- 필립: 전진기 (17회)

NSA 동아시아 지부장.
- 김주황

북한 호위부 장교
- 김정용: 임일규

- 양승걸

- 김희진

## 드라마 가상 / 가공단체 및 집단
국가안전국 (National Security Service, NSS)
4공화국 당시 만들어진 특수 정보기관으로 비밀리에 핵 개발을 하던 박정희 대통령이 미국의 눈을 피하고자 창설한 '국정원 산하 대통령 직속 비밀 정보 기관'이다. 대 테러 분석 및 방지, 요인 암살, 납치, 첩보 수집 등 국가 안전에 관한 임무를 담당한다.
아이리스 (IRIS)
본 작품의 제목으로 사용된 '아이리스(IRIS)'란, 암살 및 쿠데타, 테러, 국가 및 사회 전복, 그리고 질서 파괴 등을 조장하는 베일에 가려진 비밀 세력에서 비롯된 말이므로, 아시아의 극동 아시아 지역 책임자는 미스터 블랙 (유정철)이고 한국의 최고 책임자는 백산 (유상준)이다. 이들 아이리스는 전 세계에 상주 했다. 현재 극동 아시아 책임자인 미스터 블랙의 직접적 지시를 받는 인물은 아이리스 전술 팀장인 레이였고 킬러로는 김연화가 있었다.
중앙정보부 제9국(korea Central Intelligence Agency 9Team)
중앙정보부 제9국은 중요요인암살및 다른 부서에서 처리하지 못하는 특수 임무를 담당하는 기관으로 최정예 요원으로 구성된 중앙정보부 내 최고의 부서이다.이들의 부서는 모든 것이 베일에 싸여 자세한 활약상을 알긴 어렵지만 북한의 간첩을 체포하고 핵 물리학자를 암살하는 등 비밀 임무에 특화된 성격을 띄고 있다
(중앙정보부 소속 부서는 1국에서 8국까지이다. 9국은 극의 원활한 운영을 위해 만들어진 가상의 부서이다)

## 제작진
- 제작 - 정태원, 정재희
- 기획 - 최현묵, 이창세
- 책임프로듀서 - 윤창범 (KBS 드라마운영팀)
- 프로듀서 - 송현욱
- 제작프로듀서 - 신예림, 성희석
- 촬영 - 김창석, 김동수, 정우일, 서강원, 이광수
- 조명 - 이상헌, 유용석, 서창환, 강신영, 이진용, 정현욱, 김태웅, 백경석, 고영진, 유승상, 권민영
- 미술 - 원선우, 신은비, 윤연주, 최보라
- 편집 - 최민영, 김창주
- 음악 - 이동준, 김우철
- 사운드 - 박준오
- 무술 - 전문식
- 특수효과 - 유인상, 임종혁, 전병욱, 최정욱, 이동호
- 각본 - 조규원
- 연출 - 표민수, 김태훈
- 제작 - 태원 엔터테인먼트

## 시청률
아래의 파란색 숫자는 '최저 시청률'이고, 빨간색 숫자는 '최고 시청률'입니다. 시청률조사회사와 지역별로 시청률에 차이가 있을 수 있습니다.
| 2013년      | 2013년      | 2013년         | 2013년       | 2013년         | 2013년       |
| 회차        | 방송일      | TNmS 시청률    | TNmS 시청률  | AGB 시청률     | AGB 시청률   |
| 회차        | 방송일      | 대한민국(전국) | 서울(수도권) | 대한민국(전국) | 서울(수도권) |
| ----------- | ----------- | -------------- | ------------ | -------------- | ------------ |
| 제1회       | 2월 13일    | 17.0%          | 19.3%        | 14.4%          | 15.3%        |
| 제2회       | 2월 14일    | 15.0%          | 16.9%        | 12.4%          | 12.0%        |
| 제3회       | 2월 20일    | 12.2%          | 13.2%        | 10.8%          | 10.7%        |
| 제4회       | 2월 21일    | 11.7%          | 12.9%        | 10.7%          | 10.5%        |
| 제5회       | 2월 27일    | 11.6%          | 13.5%        | 10.1%          | 10.0%        |
| 제6회       | 2월 28일    | 10.8%          | 12.1%        | 10.1%          | 10.1%        |
| 제7회       | 3월 6일     | 11.1%          | 12.0%        | 9.4%           | 9.3%         |
| 제8회       | 3월 7일     | 11.2%          | 12.4%        | 9.5%           | 9.8%         |
| 제9회       | 3월 13일    | 10.6%          | 11.6%        | 10.0%          | 9.6%         |
| 제10회      | 3월 14일    | 9.7%           | 10.4%        | 10.0%          | 9.5%         |
| 제11회      | 3월 20일    | 10.4%          | 12.0%        | 9.5%           | 9.0%         |
| 제12회      | 3월 21일    | 10.6%          | 11.3%        | 10.5%          | 10.2%        |
| 제13회      | 3월 27일    | 10.6%          | 11.8%        | 9.6%           | 9.4%         |
| 제14회      | 3월 28일    | 10.4%          | 11.9%        | 10.3%          | 10.2%        |
| 제15회      | 4월 3일     | 10.6%          | 11.3%        | 10.2%          | 10.3%        |
| 제16회      | 4월 4일     | 11.3%          | 12.5%        | 11.1%          | 10.9%        |
| 제17회      | 4월 10일    | 10.5%          | 11.3%        | 9.7%           | 9.6%         |
| 제18회      | 4월 11일    | 9.8%           | 10.4%        | 8.2%           | 8.7%         |
| 제19회      | 4월 17일    | 8.8%           | 9.2%         | 9.7%           | 10.7%        |
| 제20회      | 4월 18일    | 10.5%          | 11.4%        | 10.4%          | 10.7%        |
| 평균 시청률 | 평균 시청률 | 11.2%          | 12.4%        | 10.3%          | 10.3%        |

## 사운드 트랙
2013년 2월 13일부터 다비치, 노을, 비스트, 소향, 소울 크라이, 엠블랙(지오, 미르)의 수록곡이 차례로 선공개되었다.
아래는 싱글앨범에 포함된 곡들이며, 정렬기준은 출시 순이다.

### Part 1
| #  | 제목                            | 작사    | 작곡   | 재생 시간 |
| -- | ------------------------------- | ------- | ------ | --------- |
| 1. | 〈모르시나요〉 (다비치)         | K-Smith | 안영민 | 5:05      |
| 2. | 〈모르시나요 (Inst.)〉 (다비치) |         | 안영민 | 5:05      |

### Part 2
| #  | 제목                        | 작사   | 작곡   | 재생 시간 |
| -- | --------------------------- | ------ | ------ | --------- |
| 1. | 〈어떤가요〉 (노을)         | 최규성 | 최규성 | 4:21      |
| 2. | 〈어떤가요 (Inst.)〉 (노을) |        | 최규성 | 4:21      |

### Part 3
| #  | 제목                                | 작사     | 작곡     | 재생 시간 |
| -- | ----------------------------------- | -------- | -------- | --------- |
| 1. | 〈Black Paradise〉 (비스트)         | 굿라이프 | 굿라이프 | 3:43      |
| 2. | 〈Black Paradise (Inst.)〉 (비스트) |          | 굿라이프 | 3:43      |

### Part 3.5
| #  | 제목                           | 작사           | 작곡           | 재생 시간 |
| -- | ------------------------------ | -------------- | -------------- | --------- |
| 1. | 〈잊지 말아요〉 (소향)         | 김도훈, 최갑원 | 김도훈, 이현승 | 4:48      |
| 2. | 〈잊지 말아요 (Inst.)〉 (소향) |                | 김도훈, 이현승 | 4:48      |

### Part 4
| #  | 제목                                 | 작사   | 작곡           | 재생 시간 |
| -- | ------------------------------------ | ------ | -------------- | --------- |
| 1. | 〈I Love You〉 (소울 크라이)         | 정진환 | 정진환, 오승은 | 3:27      |
| 2. | 〈I Love You (Inst.)〉 (소울 크라이) |        | 정진환, 오승은 | 3:27      |

### Part 5
| #  | 제목                                  | 작사                 | 작곡           | 재생 시간 |
| -- | ------------------------------------- | -------------------- | -------------- | --------- |
| 1. | 〈바보 같은 나〉 (지오, 미르)         | 지오, 미르, Avengers | 지오, Avengers | 3:48      |
| 2. | 〈바보 같은 나 (Inst.)〉 (지오, 미르) |                      | 지오, Avengers | 3:48      |

### OST
| #   | 제목                          | 작사                      | 작곡           | 재생 시간 |
| --- | ----------------------------- | ------------------------- | -------------- | --------- |
| 1.  | 〈모르시나요〉 (다비치)       | K-Smith                   | 안영민         | 5:05      |
| 2.  | 〈어떤가요〉 (노을)           | 최규성                    | 최규성         | 4:21      |
| 3.  | 〈Black Paradise〉 (비스트)   | 굿라이프                  | 굿라이프       | 3:43      |
| 4.  | 〈잊지 말아요〉 (소향)        | 김도훈, 최갑원            | 김도훈, 이현승 | 4:48      |
| 5.  | 〈I Love You〉 (소울 크라이)  | 정진환                    | 정진환, 오승은 | 3:27      |
| 6.  | 〈바보 같은 나〉 (지오, 미르) | 지오, 미르, Avengers      | 지오, Avengers | 3:48      |
| 7.  | 〈매일하는 이별〉 (아미(Ami)) | 황성진, 한상원, 아미(Ami) | 황성진, 한상원 | 3:26      |
| 8.  | 〈Theme For 유중원〉          |                           |                | 1:09      |
| 9.  | 〈The Final Barrier〉         |                           |                | 4:23      |
| 10. | 〈Discord〉                   |                           |                | 1:56      |
| 11. | 〈State Of Tension〉          |                           |                | 2:12      |
| 12. | 〈Secret Movement〉           |                           |                | 3:52      |
| 13. | 〈Suspicion 1〉               |                           |                | 4:23      |
| 14. | 〈Suspicion 2〉               |                           |                | 3:28      |
| 15. | 〈Suspicion 3〉               |                           |                | 1:58      |
| 16. | 〈The Sentimental Mood〉      |                           |                | 3:22      |

## 서적
《아이리스 제로》는 《아이리스 2》의 극본작가 조규원의 첫 장편소설이다. 전 2권으로 구성되어 있으며, 드라마 방영 전에 모두 발매되었다. 《아이리스》에서 미스터 블랙의 지시를 받고 NSS 국장을 겸임하다 체포된 이중첩자 백산이 왜 대통령을 암살하려 했고 국가마저 배신했는지에 대한 이야기를 담고 있다.

## 일화
강지영이 송채란 역에 캐스팅되었으나 하차하였고, 이후 형곤이 송영민 역으로 합류하였다.

## 참고 사항
- 본 드라마는, 지난 2009년 하반기에 KBS 2TV에서 방영된 전작인 《아이리스》 시즌 1의 속편으로서, 그 동안 시즌 1에서 보여주지 못했던 김현준의 죽음을 둘러싼 이야기를 비롯한, 비밀조직 아이리스 활동으로 붙잡힌 백산 국장의 이야기 등 백산 배후에서 모든 사건을 조종한 미스터 블랙의 비밀을 밝히는 작품으로 기획한 것이다.
- 한편, KBS 드라마본부의 곽기원 총괄팀장의 인터뷰에서, "KBS가 야심차게 기획한 블록버스터 첩보 액션물 '아이리스2'의 기획은 시즌 1을 시청했던 수 많은 시청자들의 계속적인 요청에 따라, 시즌 1보다 한층 더 업그레이드된 형태의 속편 드라마로 기획이 잡힌 것"이며 "당초 2012년 하반기 방영작으로 가닥을 잡았다가, 악천후 등 해외 로케이션 촬영 일정이 늦어지는 관계로, 편성 공백을 메우기 위해, 전작인 특별기획 드라마 '전우치'의 후속작으로, KBS와 SBS 등 각 방송사들의 수목드라마 시청률과 화제성을 선점하기 위해서, 2013년 상반기 방영작으로 최종 확정했다"라고 설명하였다.[9]
- 장혁과 성동일은 2011년 영화 의뢰인이후로 2년만에 이 작품으로 재회하였다.

## 같이 보기

### 관련작
- 아이리스 : 2009년 10월 14일부터 2009년 12월 17일까지 KBS2에서 방영된 아이리스 시리즈의 1기 드라마.
- 아테나: 전쟁의 여신 : 2010년 12월 13일부터 2011년 2월 21일까지 SBS에서 방영된 아이리스 시리즈의 스핀오프 드라마.

### 경쟁작
- 도망자 플랜 B (KBS 2TV, 2010년 9월 29일 ~ 2010년 12월 8일)
- 7급 공무원 (MBC, 2013년 1월 23일 ~ 2013년 3월 28일)
- 그 겨울, 바람이 분다 (SBS, 2013년 2월 13일 ~ 2013년 4월 3일)
- 남자가 사랑할 때 (MBC, 2013년 4월 3일 ~ 2013년 6월 6일)
- 내 연애의 모든 것 (SBS, 2013년 4월 4일 ~ 2013년 5월 29일)